# 鍛冶屋駅
鍛冶屋駅（かじやえき）は、かつて兵庫県多可郡中町（現：多可町中区）鍛冶屋にあった西日本旅客鉄道（JR西日本）鍛冶屋線の駅。同線の終着駅であった。

## 歴史
- 1923年（大正12年）
  - 5月6日：播州鉄道の駅として開業[1]。一般駅[1]。
  - 12月21日：播丹鉄道に譲渡。
- 1943年（昭和18年）6月1日：播丹鉄道が国有化、鉄道省鍛冶屋線の駅となる[1]。
- 1974年（昭和45年）10月1日：貨物の取扱いを廃止（旅客駅となる）[1]。
- 1984年（昭和59年）2月1日：荷物の取扱いを廃止[1]。
- 1987年（昭和62年）4月1日：国鉄分割民営化により、JR西日本が継承[1]。
- 1990年（平成2年）4月1日：鍛冶屋線廃線に伴い廃止[1]。

## 駅構造
単式ホーム1面1線と側線があった地上駅であった。有人駅で、ホームの東側に開業時からの木造駅舎が残っていた。なお、当駅での夜間滞泊は設定されていなかったため、当駅に到着した最終列車は西脇駅まで回送していた。

## 駅周辺
- 鍛冶屋郵便局
- 量興寺[2]
- 加都良（）神社[3][4]
- 国道427号
- 兵庫県道86号多可柏原線
- ウイング神姫「鍛冶屋」停留所
- 杉原川

## 現状
駅の跡地には当時の駅舎が整備・保存され、鉄道資料館（鍛冶屋線記念館）として使用されている。また、キハ30形気動車1両が保存され、それに接してホーム1両分も保存されている。なお、線路跡は自転車歩行者専用道路「ぽっぽの道」に転用された。

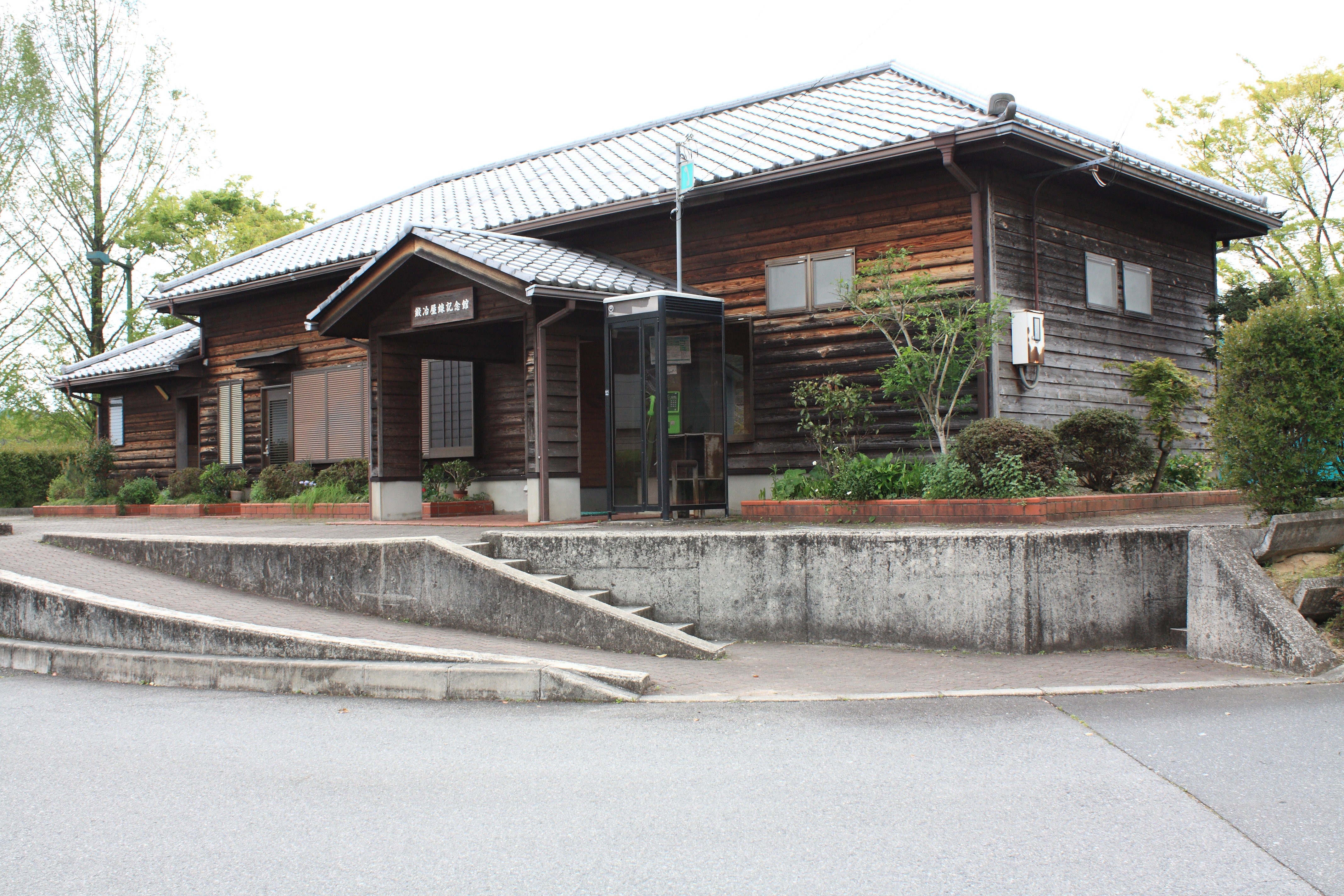
鍛冶屋線記念館（2017年4月）
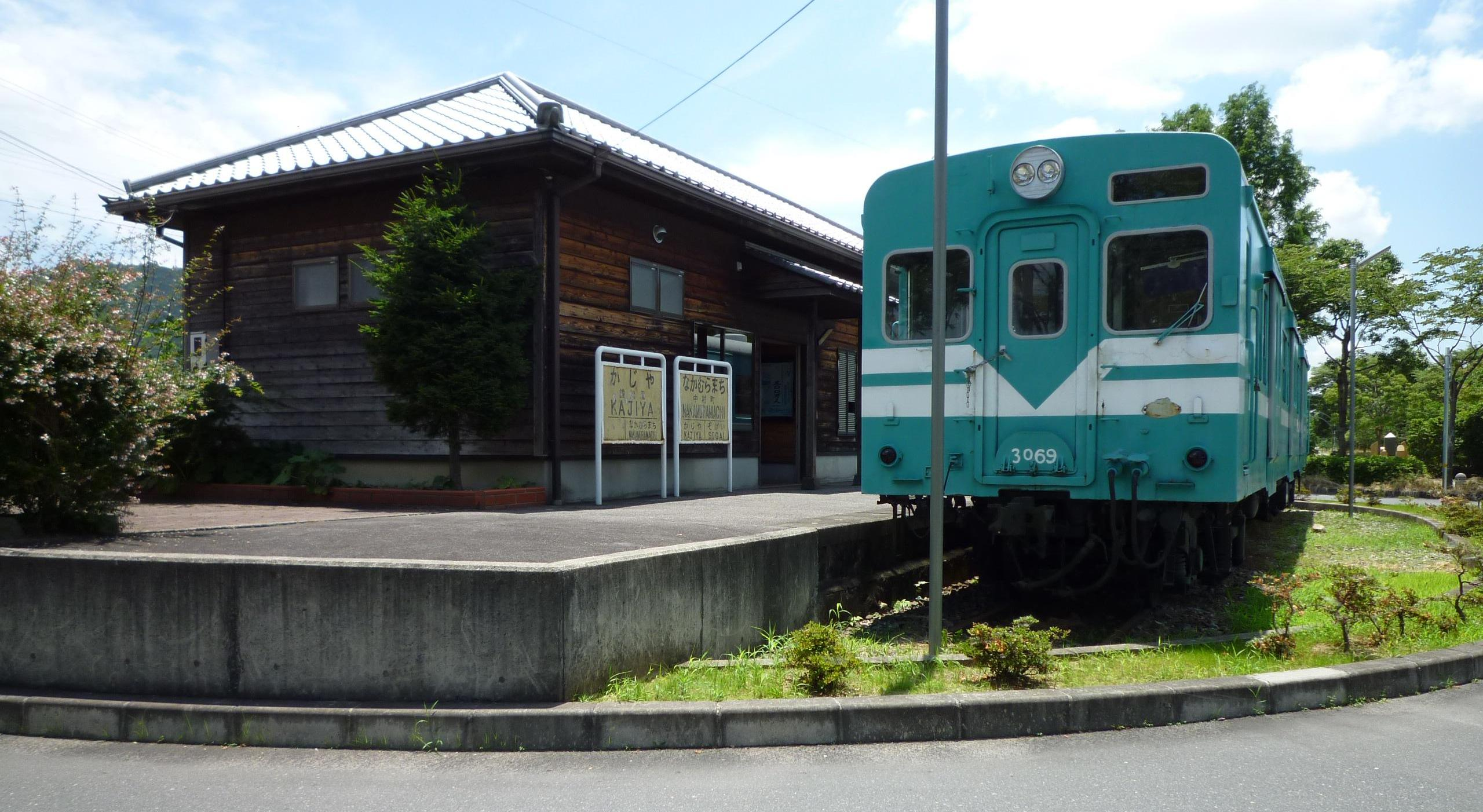
記念館の裏に展示されているキハ30 69（2009年7月）
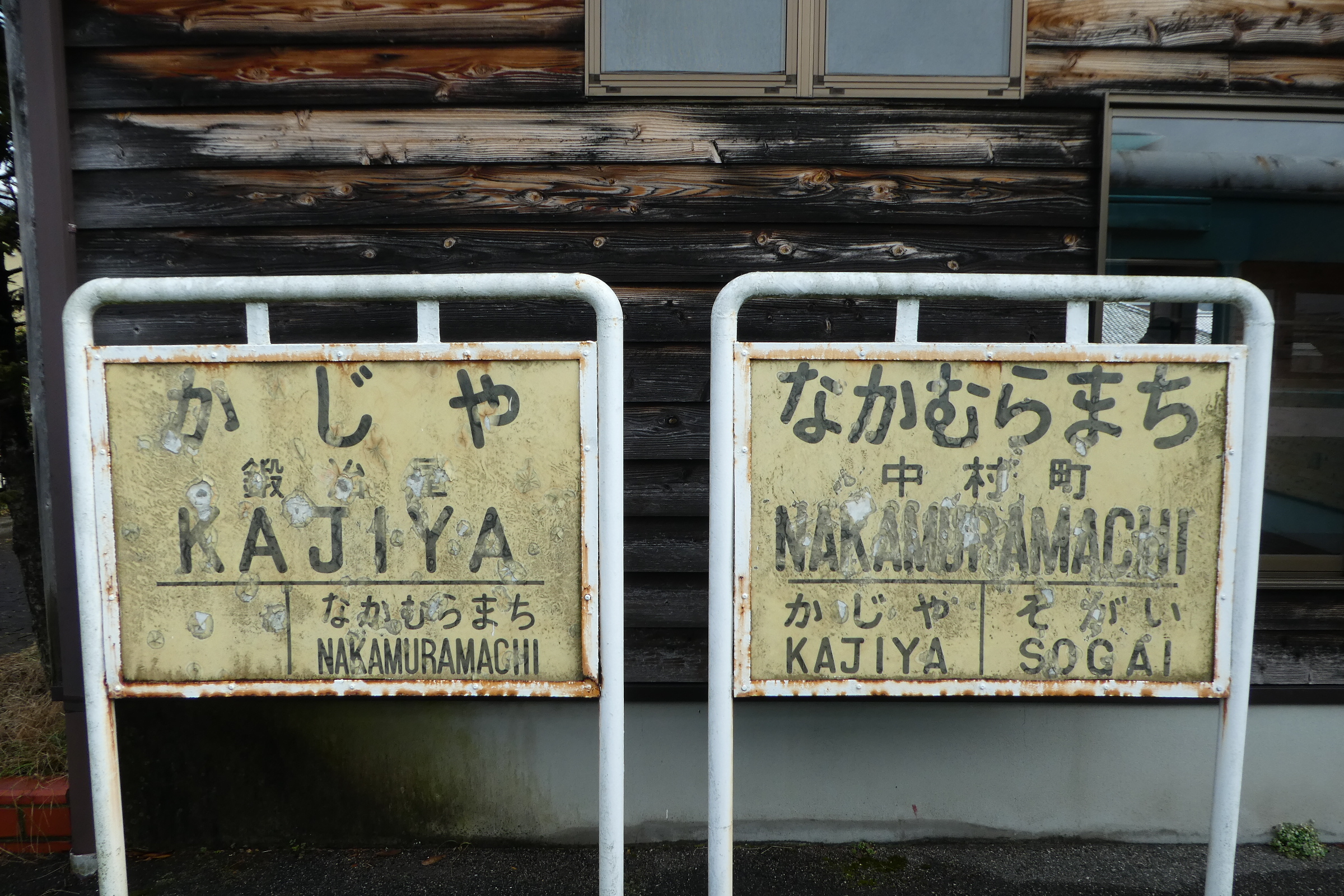
ホーム上に保存されている駅名標（2019年2月、右は中村町駅）

## その他
- 鍛冶屋線存続運動として、ミニ独立国「カナソ・ハイニノ国」が中町商工会青年部有志によって1984年（昭和59年）に設立した[6]。なお、「カナソ・ハイニノ」は線内にある各駅の頭文字を取ったものであり、当駅は「カ」に属する駅であった[6]。なお、当駅は同ミニ独立国の起点駅（※当駅は鍛冶屋線の終着駅）でもあった[6]。

## 隣の駅
西日本旅客鉄道（JR西日本）
鍛冶屋線
中村町駅 - 鍛冶屋駅